# Norrtjärnarna (Vilhelmina socken, Lappland, 721984-149234)
Norrtjärnarna är en sjö i Vilhelmina kommun i Lappland och ingår i Ångermanälvens huvudavrinningsområde. Norrtjärnarna ligger i Marsfjället Natura 2000-område.